# Valentin Klein (Großhandel)

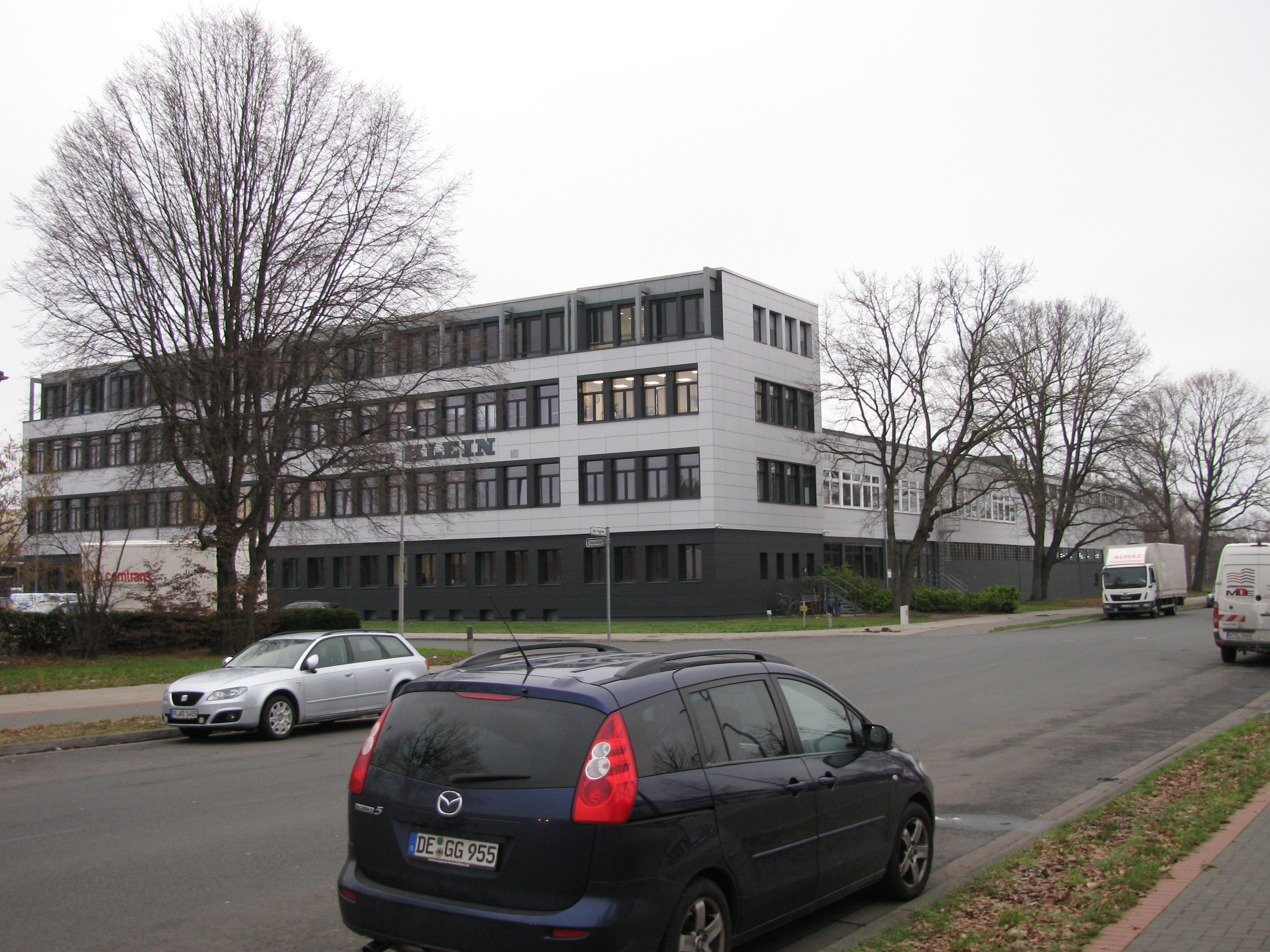
Das Firmengebäude der früheren Fachgroßhandlung von Valentin Klein

Valentin Klein war der Firmenname einer Fach-Großhandlung für Elektro-, Beleuchtungs-, Rundfunk- und Fernseh-Fachhändler. Das in den 1930er Jahren gegründete Groß- und Dienstleistungsunternehmen zählte im 20. Jahrhundert zu den bedeutendsten seiner Art in Deutschland.

## Geschichte
Gegen Ende der Weimarer Republik gründete Valentin Klein im Jahr 1932 in Hannover sein anfangs noch vergleichsweise bescheidenes Unternehmen, das in den folgenden Jahrzehnten und insbesondere in der Nachkriegszeit immer weiter expandierte.
Anfang der 1980er Jahre unterhielt Valentin Klein neben der Zentralverwaltung in Hannover in der Ikarusallee 15 im hannoverschen Stadtteil Vahrenheide acht Zweigniederlassungen in Niedersachsen, Bremen und Ostwestfalen in den Städten Minden, Braunschweig, Hameln, Hildesheim, Verden, Bremen, Celle und Uelzen, von denen aus rund 3000 Kunden des Fachhandels und des Handwerks betreut wurden. Rund 50 Lastkraftwagen lieferten aus einem Sortiment von etwa 35.000 Artikeln aus.
Um 1983 beschäftigte Valentin Klein ungefähr 430 Mitarbeiter, darunter mehr als zwei Dutzend Außendienstler, aber auch Werbefachleute, Drucker, Tischler und Maler.
Als sich gegen Ende der 1980er Jahre nicht zuletzt durch den Fall der Mauer und den Aufbau der neuen Bundesländer ein länger anhaltender Strukturwandel in der Elektrobranche abzeichnete, veräußerte Hans-Valentin Klein, seinerzeit zugleich Vorsitzender des Bundesverbandes des Elektro-Großhandels (VEG), seinen bis zuletzt als Familienunternehmen geführten Großhandel mehrheitlich an die seinerzeitige CMDE (später: Rexel).

## Valentin Klein Immobilien
Da der verstorbene Firmengründer Valentin Klein seine drei Söhne als Erben des Familienunternehmens gleichbehandeln wollte, ebnete er zugleich den Weg zur Veräußerung seines Lebenswerkes. In der Nachfolge des Großhandelsunternehmens wurde schließlich die Valentin Klein Immobilien GmbH & Co. KG gegründet, wie Hans-Valentin Klein später in einem Interview anlässlich einer Studie zum Generationswechsel im Mittelstand erläuterte.